# Municipio de San Marcos Arteaga
El municipio de San Marcos Arteaga es uno de los 570 municipios que conforman al estado mexicano de Oaxaca. Pertenece al distrito de Huajuapan, dentro de la región mixteca. Su cabecera es la localidad de San Marcos Arteaga.

## Toponimia
El nombre San Marcos es en honor a Marcos el Evangelista, considerado como santo por la Iglesia católica y adoptado por la demarcación como su patrono. El nombre Arteaga es en tributo a Simón Arteaga, miembro del triunvirato que gobernó al estado de Oaxaca en 1846, junto con Fernández del Campo y Benito Juárez.

## Geografía
El municipio abarca 164.44 km² y se encuentra a una altitud promedio de 1640 m s. n. m., oscilando entre 2200 y 1300 m s. n. m.
Colinda al norte con el municipio de Silacayoápam, el municipio de Santos Reyes Yucuná, el municipio de San Miguel Amatitlán, el municipio de San Jerónimo Silacayoapilla y el municipio de Heroica Ciudad de Huajuapan de León; al este con el municipio de Santiago Cacaloxtepec; al sur con el municipio de Tezoatlán de Segura y Luna y con el municipio de Santo Domingo Tonalá; al suroeste con el municipio de San Jorge Nuchita; y al oeste con el municipio de Mariscala de Juárez.

### Fisiografía
El municipio pertenece a la provincia de la Sierra Madre del Sur. Su territorio se divide entre la subprovincia de la Cordillera costera del sur, que abarca 76% de su superficie, y la subprovincia de la Mixteca alta, que le corresponde el 24% restante. San Marcos Arteaga es comprendido por el sistema de topoformas de la sierra alta compleja en el 32% de su territorio, el lomerío con cañadas en el 30%, valle intermontano con lomerío en el 28% y sierra de cumbres tendidas en el 10% restante; igualmente presenta el sistema de topoformas de la meseta con aluvión antiguo, pero su superficie es menor al 0.01% del municipio.

### Hidrografía
San Marcos Arteaga se encuentra en la subcuenca del río Mixteco, dentro de la cuenca del río Atoyac, parte de la región hidrológica del Balsas. La principal fuente de agua del municipio es el río Mixteco, afluente del río Balsas.

### Clima
El clima del municipio es semicálido subhúmedo con lluvias en verano. El rango de temperatura anual promedio es de 18 a 22 grados celcius y el rango de precipitación anual promedio es de 700 a 1000 mm.

## Demografía
De acuerdo al último censo, realizado por el INEGI en 2010, en el municipio habitan 1 557 personas, repartidas entre cuatro localidades. Del total de habitantes de San Marcos Arteaga, 55 hablan alguna lengua indígena.
De las cuales 719 son hombres y 838 son mujeres. Tiene una densidad de población de 12.14 habitantes por kilómetro cuadrado.

### Localidades
El municipio incluye en su territorio un total de cuatro localidades. Su población de acuerdo censo de 2010 es:
| Localidad                     | Población |
| ----------------------------- | --------- |
| San Marcos Arteaga            | 1 058     |
| Vista Hermosa Lázaro Cárdenas | 379       |
| Cerro de Agua                 | 118       |
| Tehuixtle                     | 2         |
| Total Municipio               | 1 557     |

## Política

### Representación legislativa
Para la elección de diputados locales al Congreso de Oaxaca y de diputados federales a la Cámara de Diputados federal, el municipio de San Marcos Arteaga se encuentra integrado en los siguientes distritos electorales:
Local:
- Distrito electoral local de 6 de Oaxaca con cabecera en Heroica Ciudad de Huajuapan de León.[8]

Federal:
- Distrito electoral federal 3 de Oaxaca con cabecera en Heroica Ciudad de Huajuapan de León.[9]